# Most Petőfiego w Budapeszcie
Most Petőfiego (węg. Petőfi híd) – jeden z mostów na Dunaju w Budapeszcie, który łączy IX. i XI. dzielnicę miasta. Są na nim dwa pasy jezdni w każdym kierunku oraz dwa tory dla tramwajów, a także usytuowany jest przystanek tramwajowy. Po stronie peszteńskiej most łączy się z placem Boráros (węg. Boráros tér), a po stronie budańskiej z placem György'a Goldmanna (Goldmann György tér), przy którym znajduje się Uniwersytet Techniczno-Ekonomiczny w Budapeszcie.

## Budowa
Obiekt został zaprojektowany przez Huberta Álgyai. Początkowo nosił imię regenta Miklósa Horthyego (Horthy Miklós híd). Wybudowano go w latach 1933–37, jednak niedługo potem został wysadzony w powietrze przez wycofujące się z miasta jednostki Wehrmachtu.

## Odbudowa
Po II wojnie światowej został odbudowany, ale znacznie później niż inne mosty w stolicy, gdyż dopiero w latach 1950–1952. Wtedy też otrzymał imię swojego nowego patrona, węgierskiego poety Sándora Petőfiego.